# Slaraffenland
Slaraffenland — датская рок-группа, образованная в 2002 году в Копенгагене.

## История
В 2002 году группа сформировалась в конечном составе, и занялась разработкой собственного звучания, который объединял бы все от джаза до нойза и мелодичного рока.
В 2004 году они выпускают одноименный альбом, следом записывается EP Jinkatawa, который продюсируют Mads Brauer и Casper Clausen
из группы Efterklang.
Присоединившись к лейблу Hometapes в 2006 году группа начинает студийную работу над альбомом Private Cinema, релиз которого произошел в июне 2007 года. На этом альбоме впервые присутствует вокал.

## Дискография

### Альбомы
- Slaraffenland (LP, 2004)
- Private Cinema (LP, 2007)
- We’re On You’re Side (LP, 2009)

### Мини-альбомы
- Jinkatawa (EP, 2005)
- Sunshine (EP, 2008)